# Plumispina similis
Plumispina similis är en tvåvingeart som beskrevs av Costacurta och Barros de Carvalho 2003. Plumispina similis ingår i släktet Plumispina och familjen husflugor. Inga underarter finns listade i Catalogue of Life.